# Orbelín Pineda
Orbelín Pineda Alvarado (Coyuca de Catalán, Guerrero, México, 24 de marzo de 1996) es un futbolista mexicano. Juega como centrocampista y su equipo es el A. E. K. Atenas F. C. de la Superliga de Grecia

## Trayectoria

### Inicios y Querétaro Fútbol Club
Se inició desde las categorías inferiores del Querétaro Fútbol Club en el 2010 jugando en el equipo sub-15, sub-17 y sub-20, sus cualidades le permitieron que para el Apertura 2014 fuera llamado al primer equipo y haciendo su debut profesional en la Copa México jugando cinco partidos y debutó en la primera división el viernes 1 de agosto de 2014 en la victoria de su equipo de 2-0 frente al Club de Fútbol Pachuca jugando 8 minutos del encuentro.

Hasta el momento ha disputado 9 partidos, 3 ellos como titular destacando que el Querétaro ha logrado debutar a varios jugadores al igual que a su hermano Onay Pineda. 

### Club Deportivo Guadalajara
El 2 de diciembre de 2015 se confirma su traspaso con el Club Deportivo Guadalajara para el clausura 2016, la transacción fue de 5.5 millones de dólares. Metió su primer gol el 16 de enero en el empate de visita ante el Cruz Azul. Anota gol de penal en el mundial de clubes y es su última participación con el rebaño.
En el club consiguió ganar una liga, rompiendo una racha de diez años sin ganar.

### Cruz Azul
El 18 de diciembre de 2018, luego de su participación en el Mundial de Clubes con Chivas, se oficializa su traspaso al Cruz Azul, siendo el primer refuerzo de cara al Clausura 2019, la transacción fue de 12 millones de dólares.
2 años y 5 meses después ser fichado por el club, ganó su segunda Liga MX en el Clausura 2021. Rompiendo una mala racha del cuadro cementero de 23 años sin quedar campeón de liga, siendo una de las figuras del equipo y del torneo.

### Europa
El 1 de enero de 2022 se convirtió en agente libre, después de no haber renovado su contrato con Cruz Azul. Entonces se marchó a España y firmó con el R. C. Celta de Vigo hasta junio de 2027. Jugó siete partidos en lo que quedaba de temporada y, de cara a la siguiente, fue cedido al A. E. K. Atenas F. C.

## Selección nacional

### Selección absoluta
| Club               | País   | PJ | Goles | Periodo       |
| ------------------ | ------ | -- | ----- | ------------- |
| Selección mexicana | México | 78 | 11    | 2016-presente |

Tras tener destacadas actuaciones, con Chivas, llamó la atención del técnico de la selección nacional Juan Carlos Osorio, para los partidos de eliminatoria mundialista rumbo a Rusia 2018 contra la selección de Canadá.
El 2 de mayo de 2016, tras tener un buen torneo en Chivas, fue llamado en la lista preliminar de 40 jugadores para la Copa América Centenario 2016, tiempo después, fue convocado a formar parte del equipo de futbol sub-23 que participó en los Juegos Olímpicos de Río de Janeiro 2016.
Debutó con la selección mayor el 6 de septiembre de 2016, en el partido de eliminatoria de Rusia 2018 ante Honduras, entrando al minuto 71 en cambio por Jesús Dueñas.

#### Goles internacionales
| Gol | Fecha              | Sede                                        | Oponente    | Marcador | Resultado | Competición                     |
| --- | ------------------ | ------------------------------------------- | ----------- | -------- | --------- | ------------------------------- |
| 1.  | 9 de julio de 2017 | Qualcomm Stadium, San Diego, Estados Unidos | El Salvador | 3–1      | 3–1       | Copa de Oro de la Concacaf 2017 |

### Participaciones en Copa de Oro de la CONCACAF
| Copa             | Sede           | Resultado   |
| ---------------- | -------------- | ----------- |
| Copa Oro 2017    | Estados Unidos | Semifinales |
| Copa Oro 2019    | Estados Unidos | Campeón     |
| Copa Oro de 2021 | Estados Unidos | Subcampeón  |

### Participaciones en Copas del Mundo
| Mundial                        | Sede  | Resultado    |
| ------------------------------ | ----- | ------------ |
| Copa Mundial de Fútbol de 2022 | Catar | Primera Fase |

## Estadísticas

### Clubes
Actualizado al último partido disputado el 19 de enero de 2025.
| Club                         | Div.          | Temporada     | Liga  | Liga  | Copas nacionales | Copas nacionales | Torneos internacionales(1) | Torneos internacionales(1) | Total | Total |
| Club                         | Div.          | Temporada     | Part. | Goles | Part.            | Goles            | Part.                      | Goles                      | Part. | Goles |
| ---------------------------- | ------------- | ------------- | ----- | ----- | ---------------- | ---------------- | -------------------------- | -------------------------- | ----- | ----- |
| Querétaro F. C. · México     | 1.ª           | 2014-15       | 29    | 5     | 12               | 1                | ―                          | ―                          | 41    | 6     |
| Querétaro F. C. · México     | 1.ª           | 2015-16       | 15    | 3     | 0                | 0                | 2                          | 0                          | 17    | 3     |
| Querétaro F. C. · México     | Total club    | Total club    | 44    | 8     | 12               | 1                | 2                          | 0                          | 58    | 9     |
| C. D. Guadalajara · México   | 1.ª           | 2015-16       | 19    | 4     | 2                | 1                | ―                          | ―                          | 21    | 5     |
| C. D. Guadalajara · México   | 1.ª           | 2016-17       | 42    | 2     | 9                | 0                | ―                          | ―                          | 51    | 2     |
| C. D. Guadalajara · México   | 1.ª           | 2017-18       | 29    | 0     | 4                | 1                | 8                          | 1                          | 41    | 2     |
| C. D. Guadalajara · México   | 1.ª           | 2018-19       | 12    | 1     | 1                | 0                | 2                          | 0                          | 15    | 1     |
| C. D. Guadalajara · México   | Total club    | Total club    | 102   | 7     | 16               | 2                | 10                         | 1                          | 128   | 10    |
| C. F. Cruz Azul · México     | 1.ª           | 2018-19       | 18    | 2     | 4                | 0                | ―                          | ―                          | 22    | 2     |
| C. F. Cruz Azul · México     | 1.ª           | 2019-20       | 25    | 3     | 1                | 0                | 2                          | 1                          | 28    | 4     |
| C. F. Cruz Azul · México     | 1.ª           | 2020-21       | 41    | 4     | 0                | 0                | 2                          | 0                          | 43    | 4     |
| C. F. Cruz Azul · México     | 1.ª           | 2021          | 12    | 1     | 0                | 0                | 3                          | 1                          | 15    | 1     |
| C. F. Cruz Azul · México     | Total club    | Total club    | 96    | 10    | 5                | 0                | 7                          | 2                          | 108   | 11    |
| R. C. Celta de Vigo · España | 1.ª           | 2022          | 7     | 0     | 0                | 0                | ―                          | ―                          | 7     | 0     |
| R. C. Celta de Vigo · España | Total club    | Total club    | 7     | 0     | 0                | 0                | 0                          | 0                          | 7     | 0     |
| A. E. K. Atenas · Grecia     | 1.ª           | 2022-23       | 36    | 9     | 6                | 1                | ―                          | ―                          | 42    | 10    |
| A. E. K. Atenas · Grecia     | 1.ª           | 2023-24       | 33    | 4     | 2                | 0                | 9                          | 1                          | 44    | 4     |
| A. E. K. Atenas · Grecia     | 1.ª           | 2024-25       | 18    | 0     | 4                | 0                | 2                          | 0                          | 24    | 0     |
| A. E. K. Atenas · Grecia     | Total club    | Total club    | 87    | 12    | 12               | 1                | 11                         | 1                          | 110   | 14    |
| Total carrera                | Total carrera | Total carrera | 336   | 37    | 45               | 4                | 30                         | 3                          | 411   | 45    |

## Palmarés

### Títulos nacionales
| Título               | Club                  | País           | Año  |
| -------------------- | --------------------- | -------------- | ---- |
| Supercopa MX         | C. D. Guadalajara     | Estados Unidos | 2016 |
| Copa MX              | C. D. Guadalajara     | México         | 2017 |
| Liga MX              | C. D. Guadalajara     | México         | 2017 |
| Supercopa MX         | Cruz Azul F. C.       | Estados Unidos | 2019 |
| Liga MX              | Cruz Azul F. C.       | México         | 2021 |
| Campeón de Campeones | Cruz Azul F. C.       | México         | 2021 |
| Superliga de Grecia  | A. E. K. Atenas F. C. | Grecia         | 2023 |
| Copa de Grecia       | A. E. K. Atenas F. C. | Grecia         | 2023 |

### Títulos internacionales
| Título                           | Club (*)            | Sede                   | Año  |
| -------------------------------- | ------------------- | ---------------------- | ---- |
| Liga de Campeones de la Concacaf | C. D. Guadalajara   | Concacaf               | 2018 |
| Copa Oro                         | Selección de México | Estados Unidos         | 2019 |
| Copa Oro                         | Selección de México | Estados Unidos- Canadá | 2023 |
| Liga de Naciones de la Concacaf  | Selección de México | Concacaf               | 2025 |
| Copa Oro de la Concacaf          | México              | Estados Unidos         | 2025 |

(*) Incluyendo la selección.